# Helmut Winter (Ökonom)
Helmut Winter (* 18. Oktober 1941 in Hurkenthal; † 22. März 2017 in Wolfegg) war ein deutscher Volkswirt und Hochschullehrer.

## Leben
Helmut Winter war nach dem Studium der Volkswirtschaftslehre in Marburg wissenschaftlicher Mitarbeiter am Wirtschaftswissenschaftlichen Seminar der Universität Marburg und später am Staatswissenschaftlichen Seminar der Universität zu Köln. 1975 wurde Winter in Wirtschaftswissenschaften promoviert. Von 1977 bis 1980 arbeitete Winter als Redaktionsleiter beim Heckner Verlag in Wolfenbüttel. Helmut Winter war ab 1980 Professor für Fremdenverkehrswirtschaft an der Berufsakademie Ravensburg. Von 1990 bis 2006 war er Direktor der Berufsakademie Ravensburg (heute: Duale Hochschule Baden-Württemberg Ravensburg). Von 1990 bis 2002 war Winter stellvertretender Vorsitzender der Direktorenkonferenz der Berufsakademien Baden-Württemberg. Im Jahr 2002 war er Mitbegründer der bundesweiten Direktorenkonferenz der Berufsakademien.

## Auszeichnungen
Am 25. Januar 2007 wurde Professor Winter das Bundesverdienstkreuz am Bande durch den damaligen Ministerpräsidenten Günter H. Oettinger verliehen. Helmut Winter ist Träger der Ehrenmedaille der Stadt Ravensburg.

## Werke
- Literatur von und über Helmut Winter im Katalog der Deutschen Nationalbibliothek